# Pałac Sportów Wodnych w Baku
Pałac Sportów Wodnych (azer. Su İdmanı Sarayı) – kryty obiekt pływacki w Baku, stolicy Azerbejdżanu. Został otwarty 20 kwietnia 2015 roku.
W obiekcie znajdują się trzy baseny, główna hala mieści basen 50-metrowy oraz basen do skoków do wody ze skoczniami na wysokościach 1, 3, 5, 7,5 i 10 m. Trybuny głównej hali mogą pomieścić 6000 widzów. W osobnej hali znajduje się basen treningowy o długości 51 m. Pałac Sportów Wodnych położony jest obok Parku Igrzysk Europejskich, kompleksu sportowego łączącego obiekty m.in. do piłki wodnej, siatkówki i piłki nożnej plażowej oraz koszykówki 3×3.
Kamień węgielny pod budowę obiektu położono 19 kwietnia 2013 roku z udziałem prezydenta Azerbejdżanu, İlhama Əliyeva. Ceremonia otwarcia areny, również z udziałem İlhama Əliyeva, miała miejsce 20 kwietnia 2015 roku.
W czerwcu 2015 roku na obiekcie odbyły się zawody w pływaniu, pływaniu synchronicznym i skokach do wody w ramach pierwszej edycji igrzysk europejskich. W maju 2017 roku arena gościła zawody w pływaniu i skokach do wody podczas igrzysk solidarności islamskiej, a w lipcu 2019 roku rozegrano tu zawody pływackie w ramach letniego olimpijskiego festiwalu młodzieży.